# Yvonne Ryding

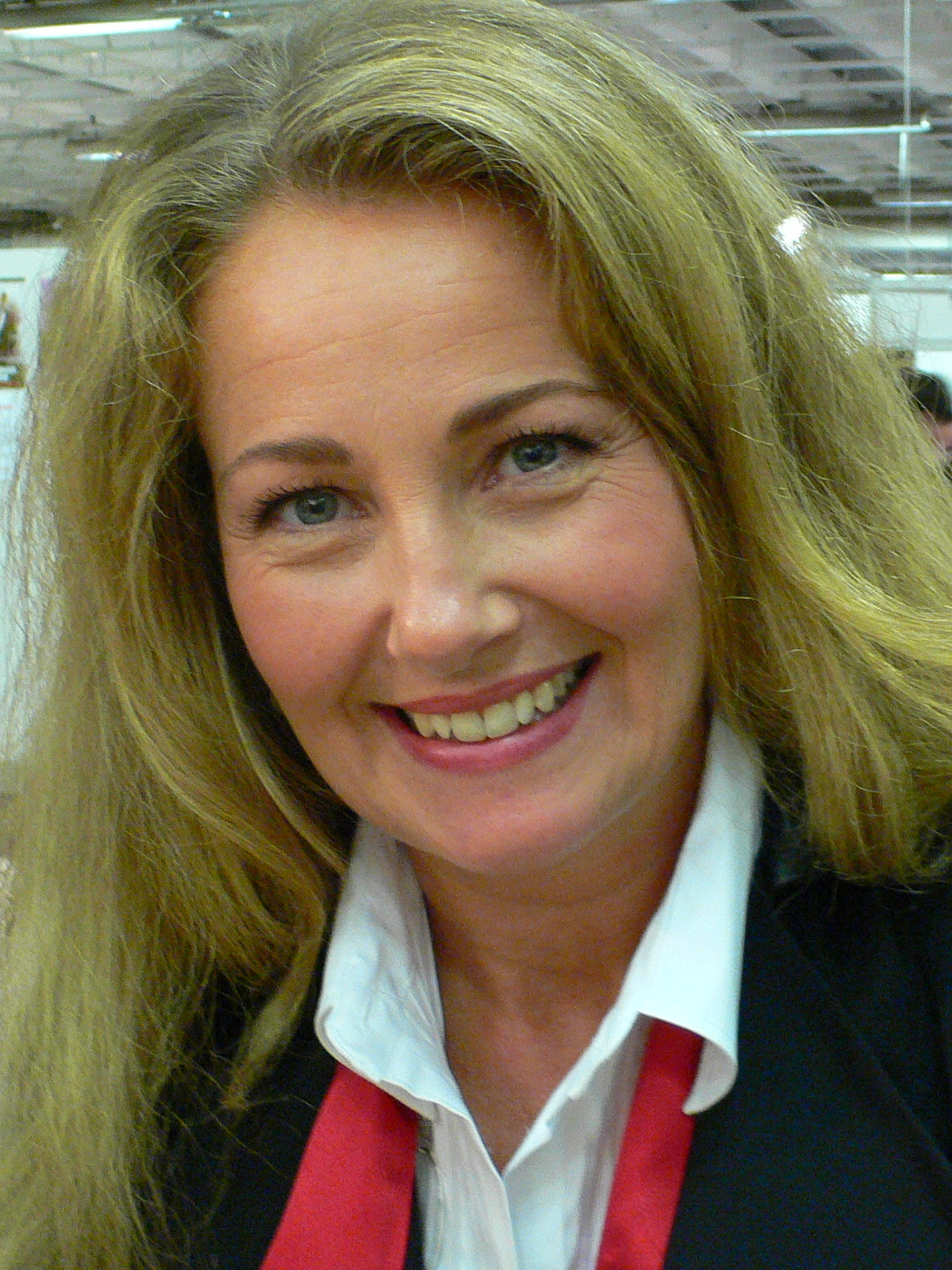
Yvonne Ryding (2007)

Yvonne Agneta Ryding  (* 14. Dezember 1962 in Hällbybrunn, Gemeinde Eskilstuna) ist ein schwedisches Model.

## Leben
1984 wurde sie zur Miss Sweden gewählt. Im selben Jahr gewann sie den Wettbewerb Miss Universe. Sie arbeitete als Model auf der ganzen Welt und kehrte 1988 in ihre schwedische Heimat zurück.
Sie moderierte den Melodifestivalen 1989.
1997 brachte sie ihre Hautpflegelinie auf den Markt. Sie war Ehrengast beim Miss Universe Wettbewerb in Los Angeles im Jahr 2006. 2007 nahm sie an einer schwedischen Version von Let’s Dance teil. 2009 war sie Richterin beim Wettbewerb „Miss Universum Sverige“.
Sie war mit dem Schauspieler Kjell Bergqvist verheiratet. Das Paar hat zwei Töchter.